# 1906 في اليابان
فيما يلي قوائم الأحداث التي وقعت خلال عام 1906 في اليابان.

## سياسة

### تعيين في المنصب
- 7 يناير – كينموتشي سايونجي رئيس وزراء اليابان.

## كتب
من الكتب التي صدرت هذه السنة في اليابان:
- 1 يناير – بوتشن من تأليف ناتسومي سوسيكي.
- 1 يناير – هاغاكوري من تأليف Yamamoto Tsunetomo [الإنجليزية]‏.

## مواليد

### فبراير
- 15 فبراير – شيجيمارو تاكيونكوشي لاعبو كرة قدم يابانيون.

### مارس
- 31 مارس – شينيتشيرو توموناغا فيزيائي ياباني.

### أبريل
- 4 أبريل – ياسو هاروياما لاعب كرة قدم ياباني.

### نوفمبر
- 17 نوفمبر – سويتشيرو هوندا